# New Zealand State Highway 77
Der New Zealand State Highway 77 (auch State Highway 77 oder in Kurzform SH 77) ist eine Fernstraße von nationalem Rang auf der Südinsel von Neuseeland.

## Strecke
Der von Christchurch kommende New Zealand State Highway 73 zweigt bei Darfield in nordwestliche Richtung ab, während der SH 77 weiter nach Westen führt. Er überquert den Selwyn River/Waikirikiri bei Glentunnel sowie den Rakaia River. Hinter Mount Hutt knickt der Highway nach Süden ab, durchquert Methven und läuft bis zum Ashburton River/Hakatere. Diesem folgt er in südöstlicher Richtung bis zur Ortschaft Ashburton, wo er auf den New Zealand State Highway 1 trifft.